# Johann von Randow

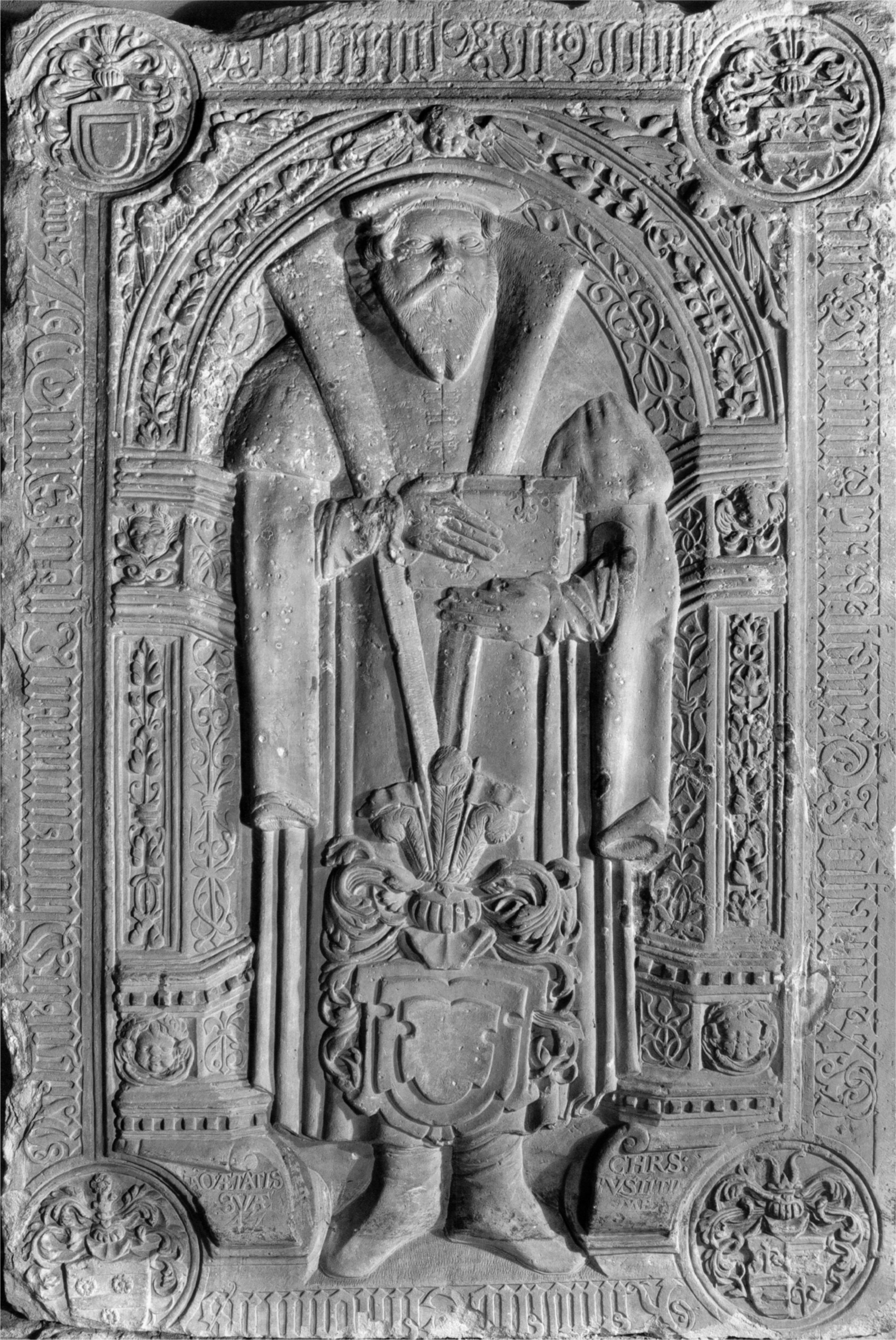
Domherr Johann von Randow

Johann von Randow (* 1526 in Magdeburg; † 31. Oktober 1572 ebenda) war Magdeburger Domherr.

## Leben
Das Geburtsdatum von Johann von Randow ist nicht bekannt, denn Kirchenbucheintragungen gab es damals noch nicht. Spätere Altersangaben lassen aber auf 1526 als Geburtsjahr schließen. Johann wurde „von Jugend auff zur Schulen gehalten“, und schon im Alter von zehn Jahren wird er am 4. September 1536 zum Domherren des Magdeburger Doms erwählt.
Nach der Schule, sobald „zu seinen Jahren kommen, ist er in die Academiam gen Wittenberg geschickt worden“, wo er sich am 18. April 1541 einschrieb. Nach dem Studium „ist er in die (erzbischöfliche) Cantzeley gen Halle kommen“, wo er um 1545 arbeitete. Im selben Jahr erhält er auch eine Minorpräbende am Magdeburger Dom, die ihm sein Vetter Richard abtritt. Bald danach (wohl 1553) wurde er von einem kaiserlichen Rat namens Johann Hoffmann angefordert und erhielt das Amt eines Hofmeisters, das er vier Jahre lang verwaltete.
1557 trat er die Stelle des schon am 15. Juli 1554 verstorbenen Magdeburger Domherrn von Walwitz an. Im Jahre 1567 – also zehn Jahre nach Johann von Randows Amtsantritt – wurde am 30. November zum 1. Adventssonntag der evangelisch-lutherische Gottesdienst in der Domkirche eingeführt.
Im Alter von 39 Jahren – wohl 1565 – heiratete Johann eine Gertrud von Alvensleben († 24. April 1573) aus dem Hause Rogätz, die Tochter des Iliatz von Alvensleben. In ihrer siebenjährigen Ehe wurde ihnen nur eine Tochter geboren (1566), die den Namen Anna erhielt. Sie heiratete am 25. Februar 1582 den Magdeburger Domherrn und Archidiakon Johann Georg von Arnim (1554–1603) und starb am 12. Januar 1592 im Kindbett.
Johann starb am 31. Oktober 1572 und wurde am 2. November in der Kapelle St. Severi et omnium Sanctori (St. Severin und Allerheiligen) des Magdeburger Doms beigesetzt, wo seine Grabplatte noch heute zu sehen ist. Sein Nachfolger als Domherr wurde Rudolph von Bünau.